# Максимин (преториански префект)
Вижте пояснителната страница за други личности с името Максимин.
Максимин (на латински: Maximinus) e римски баристер (адвокат) и преториански префект на Римската империя през края на 4 век.
Роден е в Сопианае в Панония (Унгария). Фамилията му произлиза от Капри. Баща му работи в управлението на провинцията Pannonia Valeria като tabularius.
След обучението си Максимин работи в управлението на Корсика, Сардиния и Тоскана. След това става prefectus annonae в Рим. Става викарий на Рим и служи като преториански префект на Галия от 13 юли 371 до 16 април 376 г. по времето на Валентиниан I.